# 川莓
川莓（学名：Rubus setchuenensis）为蔷薇科悬钩子属下的一个种。

## 扩展阅读
- 維基物種上的相關：川莓